# ベネディクト・カルバート (第4代ボルティモア男爵)
第4代ボルティモア男爵ベネディクト・レオナード・カルバート（英語: Benedict Leonard Calbert, 4th Baron Baltimore、1679年3月21日 – 1715年4月16日）は、イングランド王国出身の貴族、政治家。

## 生涯
第3代ボルティモア男爵チャールズ・カルバートと2人目の妻ジェーン・ロース（Jane Lows、1701年1月没、ニコラス・ロースの娘）の次男（長男セシルは1667年/1668年に生まれ、1681年に死去した）として、1679年3月21日に生まれた。1684年から1688年までメリーランド植民地総督を務めたが、まだ子供だったため実際の業務を行う副官が任命された。ボルティモア男爵がカトリックの家系だったため、名誉革命によりメリーランドへの権利を失い、ベネディクトも総督職を失った。1690年にグレイ法曹院に入学したという記録があったが、カトリックだったため授業に出ることはなく、青年期をフランス王国で過ごし、1698年1月に帰国の許しを得た。
1713年秋より初代オックスフォード＝モーティマー伯爵ロバート・ハーレーに接近、同年末にはイングランド国教会に改宗した。1714年にハリッジ選挙区の補欠選挙に出馬、選挙申し立ての末同年6月に当選を宣告された。議会での活動はほとんどなかったが、ハーレーの尽力によりアン女王から300ポンドの年金を与えられ、ジョージ1世が即位した後も年金受給を継続した。
1715年2月21日に父が死去すると、ボルティモア男爵位を継承した。同時にメリーランド植民地領主としての権利回復を請願したが、2か月後の1715年4月16日に死去、5月2日にエプソムで埋葬された。息子チャールズが爵位を継承した。

## 家族
1699年1月2日、シャーロット・リー（1678年3月13日 – 1721年1月22日、初代リッチフィールド伯爵エドワード・ヘンリー・リーの娘）と結婚したが、2人は1705年に別居した。2人は4男2女をもうけた。
- チャールズ（1699年 – 1751年） - 第5代ボルティモア男爵
- ベネディクト・レオナード（英語版）（1700年 – 1732年） - メリーランド植民地総督

グローヴス氏(Groves)との間で2人の庶子をもうけた。